# Stazione di Urnäsch
La stazione di Urnäsch (in tedesco Bahnhof Urnäsch) è una stazione ferroviaria nell'omonimo comune svizzero sulla linea Gossau-Appenzello.

## Storia
La stazione fu attivata il 12 settembre 1875, in occasione dell'apertura della tratta Herisau-Urnäsch della ferrovia Gossau-Appenzello.

## Strutture e impianti
La stazione dispone di 2 binari dotati di marciapiede per il servizio passeggeri. È dotata di un fabbricato viaggiatori a due piani al binario 1 e di una piccola sala d'attesa presso il binario 2.

## Movimento
La stazione è servita da treni ogni 30 minuti sulla linea S23 (relazione Gossau - Wasserauen) della rete celere di San Gallo.

## Servizi
- Sala d'attesa[2]
- Deposito bagagli automatico[2]

## Interscambi
- Fermata autobus (tra cui i bus per Schwägalp, ove è presente la stazione a valle della funivia Schwägalp-Säntis)[5]